# Nucleolitidae
Ordre
Les Nucleolitidae forment une famille éteinte d'oursins irréguliers, du groupe des Neognathostomata et ayant vécu au Mésozoïque.

## Description et caractéristiques
Ce sont des oursins irréguliers en forme grossière de cœur, la pointe étant située à l'avant, et distinctement bombés sur la face supérieure.
Le système apical est compact et tétrabasal, avec 4 gonopores.
Les pétales ambulacraires sont développés et ouverts distalement ; les plaques ambulacraires situées au-delà des pétales ont des pores doubles.
Les phyllodes sont bien développées et on ne note pas de pores buccaux.
Le périprocte est situé sur la face aborale, séparé du disque apical par des plaques interambulacraires.
Ces oursins portent des bourrelets, avec une plaque basicoronale courte et pas de zone périorale distincte à tubercules ou piquants.
Il n'y a pas non plus de zone granulaire nue dans le 5e interambulacre.
Ce groupe semble être apparu au Jurassique moyen (Bajocien) et s'être éteint au Crétacé supérieur (Cénomanien).
Il s'agit d'un groupe particulièrement basal au sein des Neognathostomata.

## Liste des genres
Selon World Register of Marine Species (18 novembre 2013) :
- † Bothryopneustes Fourtau, 1924
- † Clypeopygus d'Orbigny, 1856
- † Crotoclypeus Pomel, 1883
- † Nucleolites Lamarck, 1801
- † Ochetus Pomel, 1883
- † Phyllobrissus Cotteau, 1859